# Rainer Maria Rilke

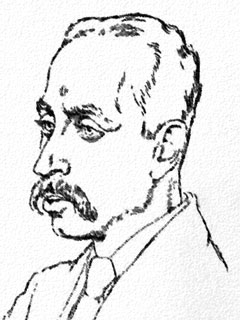
Rainer Maria Rilke după un desen de Emil Orlik (1917)

Rainer Maria Rilke (n. 4 decembrie 1875, Praga, Imperiul Austro-Ungar - d. 29 decembrie 1926 în sanatoriul Valmont de la Montreux, Elveția) a fost un autor austriac și unul din cei mai semnificativi poeți de limbă germană. Pe lângă poezii, a scris povestiri, un roman și studii privitoare la artă și cultură. A făcut numeroase traduceri în germană din literatura și lirica altor națiuni, în special din limba franceză. Bogata sa corespondență reprezintă o componentă majoră a creației sale literare.

## Viața

### 1875-1896: Copilăria și studiile
Rilke s-a născut pe 4 decembrie 1875 la Praga, localitate ce aparținea pe atunci, ca și întreaga Boemia, de Imperiul Austro-Ungar. Numele său real a fost René Karl Wilhelm Johann Maria Rilke.
Tatăl său, Josef Rilke (1838–1906), a fost un om cu un caracter slab, veșnic nemulțumit și,  după ce a eșuat în cariera militară, a devenit funcționar. Mama sa, Sophie „Phia“ Entz (1851–1931), o femeie dominantă și autoritară, se trăgea dintr-o familie înstărită de fabricanți praghezi. În urma eșecului profesional al soțului său, Sophie Rilke suferă din cauza excluderii din înalta societate și, pentru că nici visurile ei privitoare la viața de familie nu s-au împlinit, în 1884 s-a produs ruptura familială.
Nici relațiile ei cu fiul său nu au fost din cele mai bune, fiind puternic afectată de moartea fiicei ei mai mari. Datorită neajutorării emoționale, mama sa l-a legat de sine pe René (al cărui nume în franceză înseamnă renăscut), forțându-l să joace, într-un fel, rolul surorii sale defuncte. Practic, până la vârsta de șase ani, Rilke a fost crescut ca o fată, fotografiile sale timpurii arătându-ni-l cu părul lung și îmbrăcat cu rochiță.
La presiunea părinților, tânărul Rilke (cu vădite talente poetice și pentru desen), a trebuit să urmeze din 1885 o școală militară, cu profil real, (școala de cadeți din Sankt Pölten) spre a-l pregăti pentru cariera de ofițer. Exigențele instrucției militare și experiența unei societăți exclusiv masculine, l-au traumatizat pe termen lung pe acest tânăr sensibil. Din motive de sănătate, în 1891 Rilke a întrerupt pregătirea militară. Din 1892 până în 1895, s-a pregătit în particular pentru bacalaureat, pe care l-a luat în 1895. În anii 1895 și 1896 a studiat literatura, istoria artei și filozofia la Praga și la München.
După ce a plecat din Praga, în 1896 Rilke și-a schimbat prenumele René în Rainer, pentru că viitoarea sa prietenă, Lou Andreas-Salomé, a considerat că acesta este mai potrivit pentru un bărbat care vrea să devină scriitor.

### 1897-1902: Anii de dezvoltare
În anul 1897, Rainer Maria Rilke a întâlnit-o în München pe Lou Andreas-Salomé (1861-1937), o intelectuală și literată care călătorise mult în viața ei, și s-a îndrăgostit de ea. A urmat o relație tumultuoasă cu această femeie mai în vârstă decât el (ea are 36 de ani iar el 22), și căsătorită. Această relație amoroasă a durat până în 1900. Chiar și după ce s-au despărțit, Lou Andreas-Salomé i-a rămas lui Rilke cea mai bună prietenă și sfătuitoare. De un mare folos i-au fost cunoștințele de psihanaliză, și experiența, dobândite în anii 1912-1913 de la Sigmund Freud.
La moartea lui Lou Andreas-Salomé, în anul 1937, Sigmund Freud i-a rostit necrologul, în care a spus că ... se știe că i-a fost atât muză cât și mamă iubitoare marelui poet Rainer Maria Rilke, care era destul de neajutorat în viață...
În toamna anului 1897, Rilke a urmat-o pe Lou Andreas-Salomé la Berlin, închiriind o locuință în imediata ei apropiere. În anul 1898 a plecat în prima sa călătorie în Italia, care a durat mai multe săptămâni. În cei doi ani care au urmat, a vizitat de două ori Rusia: în 1899 a plecat cu soții Andreas la Moscova, unde l-a întâlnit pe Lev Tolstoi. În lunile mai-august ale anului 1900 a plecat din nou în Rusia, de această dată numai cu Lou Andreas-Salomé, vizitând atât Moscova cât și Sankt Petersburg, traversând țara de-a lungul râului Volga.
În toamna anului 1900, imediat după ce Lou Andreas-Salomé a luat hotărârea să se despartă de el, Rilke i-a făcut o vizită mai lungă lui Heinrich Vogeler în localitatea Worpswede. Aici, Vogeler avea în proprietate o clădire, cunoscută sub denumirea de Barkenhoff, pe care o renovase în stilul Secession (Jugendstil). În Sala Albă a casei sale organiza în fiecare duminică întâlniri cu artiști, în special cu Otto Modersohn, Paula Modersohn-Becker, Carl Hauptmann și cu sculptorița Clara Westhoff (1878-1954). În urma acestor întâlniri, în primăvara anului următor a avut loc căsătoria între Rainer Maria Rilke și Clara Westhoff. În decembrie 1901 s-a născut fiica lor, Ruth (1901-1972). Dar, deja în 1902, Rilke a părăsit locuința comună și a plecat la Paris, pentru a scrie o monografie a sculptorului Auguste Rodin (1840-1917). Relațiile între Rilke și Clara Westhoff au subzistat pe durata întregii vieți, dar el nu era omul care să ducă o viață de familie, obișnuită pentru un burghez, legat de o singură localitate. În același timp, a început să fie copleșit de griji materiale, putându-și plăti cu greu datoriile prin diverse lucrări la comandă.

### 1902-1910: Perioada mijlocie de creație

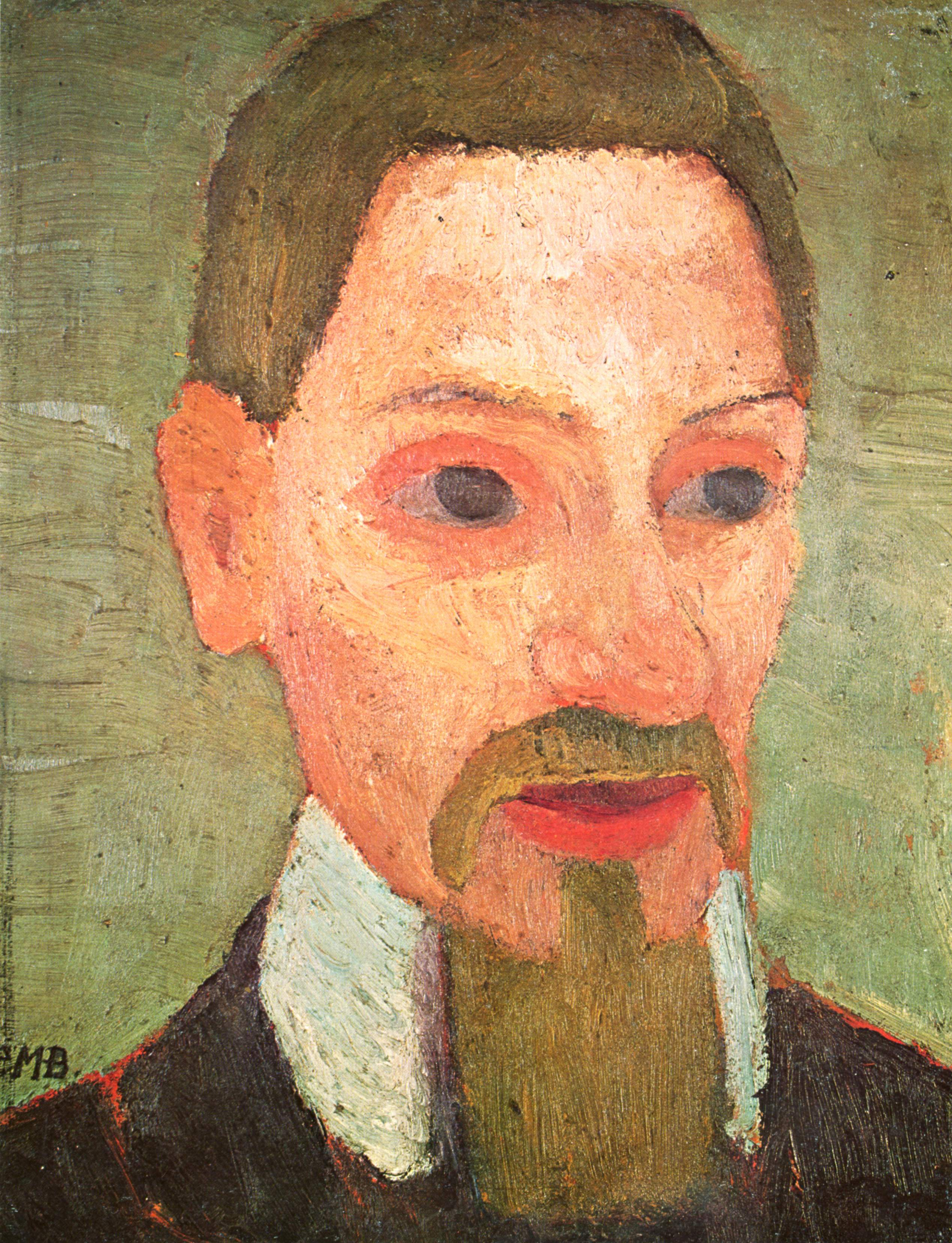
Portretul lui Rainer Maria Rilke, de Paula Modersohn-Becker, 1906, Bremen

Prima perioadă petrecută la Paris a fost dificilă pentru Rilke, deoarece acest oraș mare, și străin pentru el, i-a insuflat multe temeri. Toate aceste experiențe ale sale, Rilke le-a adunat în prima parte a singurului său roman, Die Aufzeichnungen des Malte Laurids Brigge (Însemnările lui Malte Laurids Brigge). Dar tot Parisul i-a prilejuit și întîlnirea cu multe surse de inspirație moderne, precum sculpturile lui Auguste Rodin sau lucrările pictorului Paul Cézanne (1839-1906). În acești ani, Parisul devenise domiciliul principal al poetului. În anii 1905 și 1906, Rilke a fost angajat ca secretar personal al lui Auguste Rodin, care a reprezentat pentru Rilke figura idealizată a tatălui. În mai 1906, puțin după moartea tatălui lui Rilke, Rodin a pus brusc capăt acestei relații contractuale.
Principalele creații poetice din perioada pariziană au fost Neue Gedichte (Poezii noi) 1907, Der neuen Gedichte anderer Teil (Cealaltă parte a poeziilor noi) 1908, care cuprind versuri scrise din 1903 până în 1908, cartea de poezii Requiem 1909, precum și romanul Die Aufzeichnungen des Malte Laurids Brigge (Însemnările lui Malte Laurids Brigge), început în 1904 și terminat în ianuarie 1910.

### 1910-1919: Frământări interne și externe
În anul 1912 a apărut o nouă ediție a povestirii sale lirice Weise von Liebe und Tod des Cornets Christoph Rilke (Cântul de iubire și moarte al stegarului Christoph Rilke), care a cunoscut o mare popularitate în cadrul seriei noi scose de editura Insel.
După apariția "Însemnărilor..." Rilke a intrat într-o perioadă de profundă criză de creație, care s-a terminat abia în februarie 1922, când a reușit să termine Duineser Elegien (Elegiile duineze), începute încă din 1912. Acest ciclu de poezii își trage numele de la castelul Duino din Triest, aparținând contesei Marie von Thurn und Taxis, unde Rilke a fost găzduit din octombrie 1911 până în mai 1912.
Izbucnirea Primului război mondial l-a surprins pe Rilke în timpul unei șederi în Germania. Îi era imposibil să se întoarcă la Paris: bunurile lăsate de el acolo fuseseră sechestrate, confiscate și vândute la licitație. Cea mai mare parte a războiului a fost petrecută de Rilke la München. Din 1914 până în 1916 a avut o legătură amoroasă năvalnică cu pictorița Lou Albert-Lasard.
La începutul anului 1916 Rilke a fost concentrat și a trebuit să urmeze la Viena un ciclu de instrucție de bază. Prin intervențiile unor prieteni influenți, a fost repartizat să muncească în arhiva de război, iar pe 9 iunie 1916, a fost lăsat la vatră. Rilke a plecat din nou la München, unde a stat aproape permanent, cu o scurtă întrerupere la moșia Böckel din Westfalia, aparținând lui Hertha Koenig. Experiența traumatizantă din timpul serviciului militar, care s-a suprapus peste amintirile încă neșterse ale spaimelor pe care le-a resimțit în școala militară, l-au adus în pragul unei muțenii poetice aproape complete.

### 1919-1926: Operele târzii
Pe 11 iunie 1919, Rilke a părăsit orașul München pentru a călători în Elveția. Motivul oficial era o invitație pentru a ține o prelegere la Zürich, dar adevăratul motiv a fost dorința sa de a scăpa de tumultul postbelic și de a relua lucrul, întrerupt de atâta vreme, la Duineser Elegien (Elegiile duineze). Căutările sale de a găsi o locuință care să fie atât potrivită cerințelor sale, cât și suportabilă material, s-au vădit a fi foarte dificile. Unele din locurile unde a stat Rilke au fost Soglio, Locarno și Berg am Irchel. Abia în vara anului 1921 și-a găsit o locuință convenabilă în turnul castelului din Muzot (în franceză Chateau de Muzot) în apropiere de Sierre, în Cantonul Wallis. În luna mai 1922, Werner Reinhart (1884-1951), care era pe post de mecena pentru Rilke, a cumpărat clădirea și i-a pus-o la dispoziție poetului fără a-i cere chirie.
A urmat o perioadă de creație intensă când, după numai câteva săptămâni de muncă, în februarie 1922 Rilke a reușit să termine Duineser Elegien (Elegiile duineze). În aceeași perioadă a scris și ambele părți ale ciclului de poezii Sonette an Orpheus (Sonete către Orfeu). Ambele volume de poezii sunt considerate drept cele mai reușite al operei lui Rilke.
Din 1923 a trebuit să lupte cu grave probleme de sănătate, fiind nevoit să se interneze perioade lungi în sanatoriu. Încercând să învingă boala prin schimbarea mediului în care trăia, Rilke a plecat și la Paris, unde a stat din ianuarie până în august 1925. În ciuda stării sale de sănătate, între 1923 și 1926 Rilke a mai scris unele poezii valoroase (de exemplu Gong și Mausoleum), precum și o mare parte a operei sale în limba franceză, nici până astăzi studiată îndeajuns.
Abia cu scurt timp înainte de moartea sa, s-a putut diagnostica și boala de care a suferit Rilke: leucemie. Poetul a decedat pe 29 decembrie 1926 în sanatoriul Valmont sur Territet, de lângă Montreux, iar pe 2 ianuarie 1927 a fost înmormântat în cimitirul din Raron în Cantonul Wallis. Pe piatra sa de mormânt este înscris un text pe care și-l alesese singur când era pe moarte:
Rose, oh reiner Widerspruch Lust / Niemandes Schlaf zu sein unter soviel / Lidern
(Trandafir, oh, contradicție pură, de a nu fi, sub atâtea pleoape, somnul nimănui).

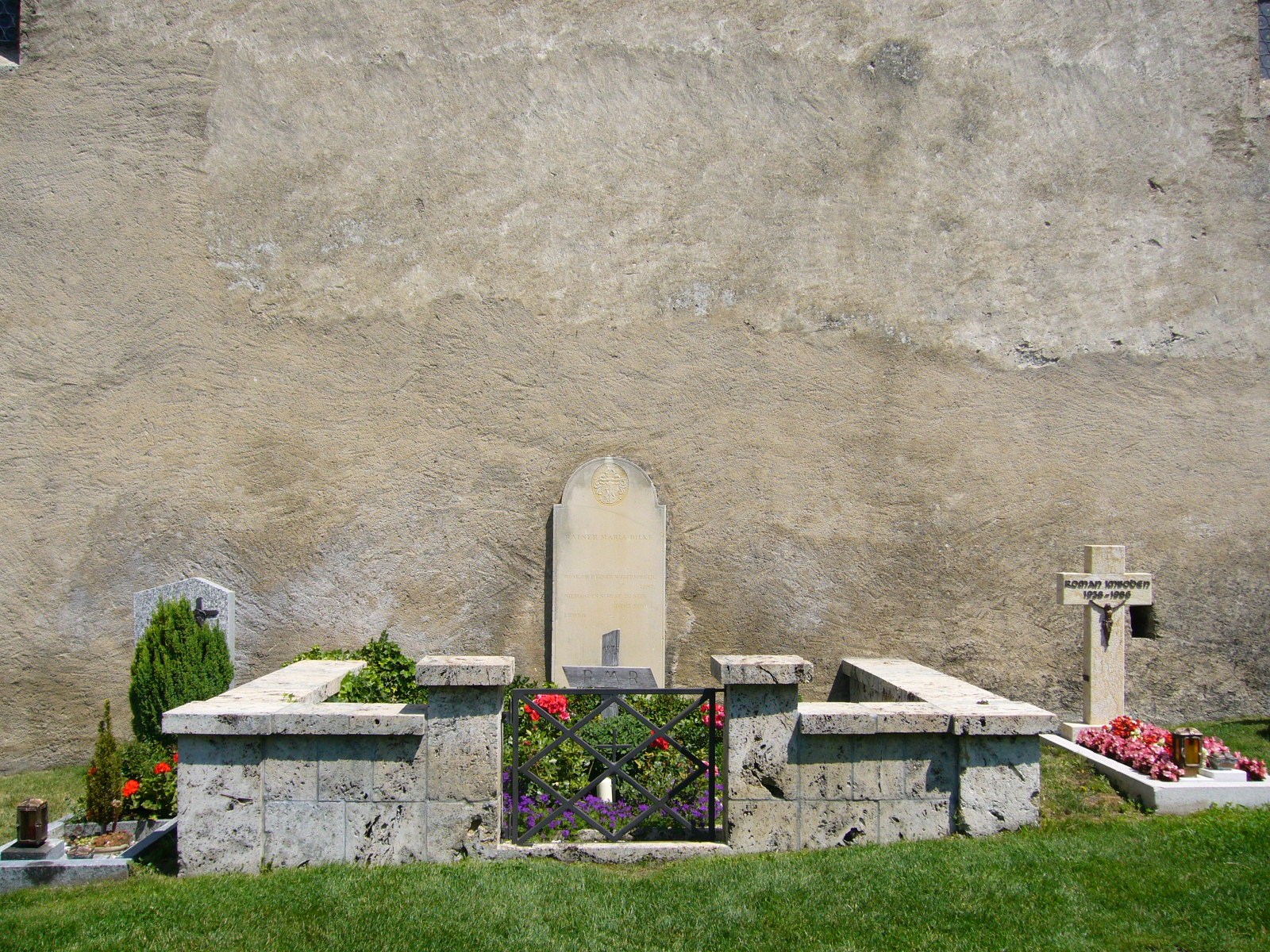
Mormântul lui Rilke în cimitirul din Raron

## Opera
- 1896 - Larenopfer (Ofranda larilor).
- 1897 - Traumgekrönt (Încoronat de vis).
- 1898 - Advent (Advent – perioada postului de patru săptămâni dinaintea Craciunului)

Aceste trei culegeri de versuri au fost reunite în volumul Erste Gedichte (Primele poezii).
- 1898 – 1900 	Aprilie/Decembrie. Însemnări, care vor fi publicate postum sub titlul Tagebücher aus der Frühzeit/ Jurnale de tinerețe (conțin Jurnal florentin, Jurnale zise din Schwangendorf si din Worpswerde).

- 1900 - Mir zur Feier (Mie întru sărbătoare) versuri.
- 1902 - Das tägliche Leben (Viața cotidiană)
- 1902 - Das Buch der Bilder (Cartea imaginilor) versuri din 1898 (în cea de a doua editie și versurile scrise până în 1906)
- 1905 - Das Stundenbuch (Ceaslovul), versuri (ediția definitivă cuprinde „trei cărți”, din 1899, 1901 și 1903).
- 1906 - Weise von Liebe und Tod des Cornets Christoph Rilke (Cântul de iubire și moarte al stegarului Christoph Rilke) (scrierea timpurie, încă din 1899, de factură baladescă, lirică și ironică)
- 1907 - Neue Gedichte (Poezii noi)
- 1908 - Der neuen Gedichte anderer Teil (Cealaltă parte a noilor poezii)
- 1910 - Die Aufzeichnungen des Malte Laurids Brigge (Însemnările lui Malte Laurids Brigge) (text scris din 1904, în paralel cu Neue Gedichte)
- 1913 - Das Marienleben (Viața Mariei) (versuri scrise în 1912)
- 1923 - Duineser Elegien (Elegiile duineze) (începute în 1912, în Castelul Duino și, după o lungă întrerupere, încheiate în februarie 1922, la Muzot)
- 1923 - Sonette an Orpheus (Sonete către Orfeu)
- 1927 - Späte Gedichte (Poezii târzii) (publicate postum)

Culegeri în limba franceză
- 1926 - Vergers, suivi des Quatrains Valaisans (Viile, urmate de catrene valesiene)
- 1927 - Les Roses (Trandafirii)
- 1927 -  Les Fenêtres (Ferestrele)

Aceste trei lucrări au fost reunite în volumul Poèmes français (1935).
Opera lui Rilke include traduceri din franceză, portugheză, italiană, rusă; volume de corespondență; alte jurnale.
Reconstituirea biografiei sale este susținută de mărturiile multor contemporani: Lou Andreas-Salome, Marie von Thurn und Taxis, Katharina Kippenberg (soția editorului său, Anton Kippenberg), Benvenuta (Magda von Hattingberg), Merline (Baladine Klossowska), André Gide, Emile Verhaeren, Inga Junghaus, J.R. von Salis.

## Galerie imagini

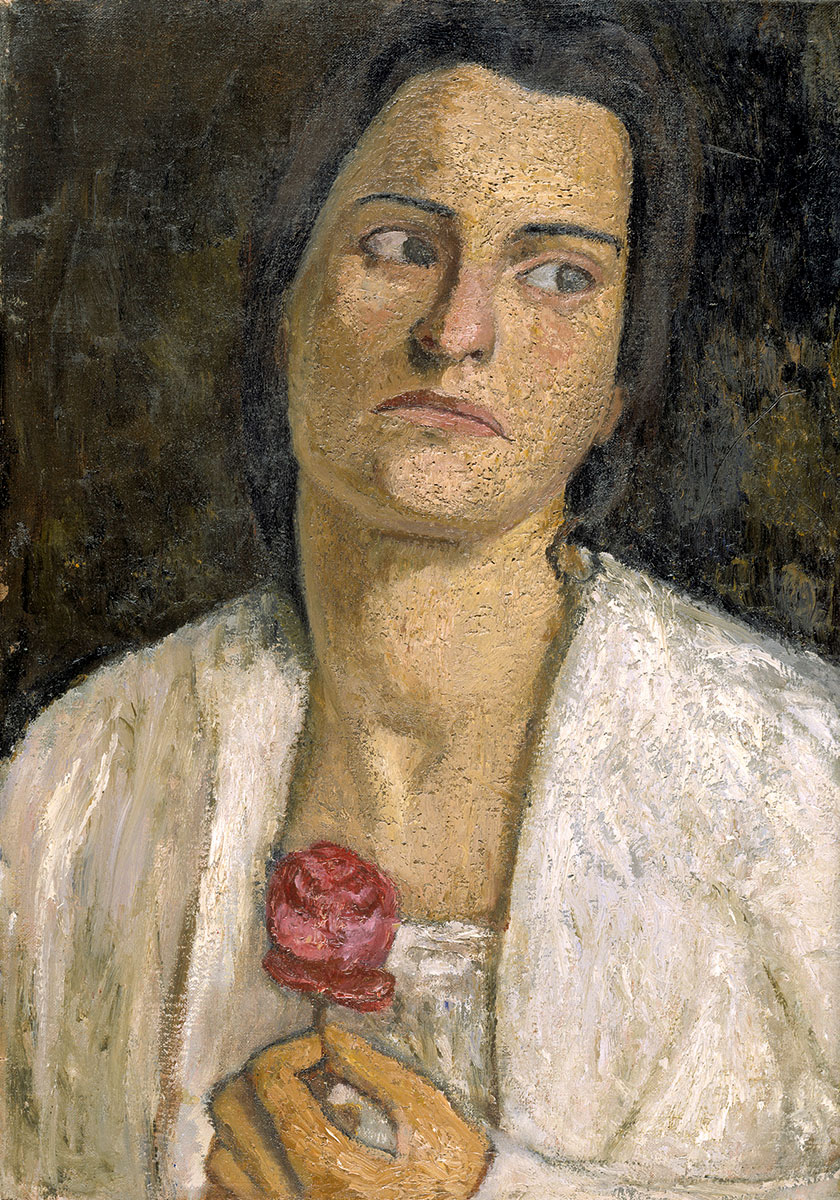
Soția sa, Clara Westhoff, portret de Paula Modersohn-Becker